# Çankırı
Çankırı est une ville de Turquie, préfecture de la province du même nom.
Connue sous l'Antiquité sous le nom de Gangra, puis Germanicopolis (en grec : Γερμανικόπολις) bien que Ptolémée l'appelle Germanopolis (Γερμανόπολις). Elle prit ensuite les noms de Changra, Kandari, ou encore Kanghari.

## Histoire
Hypace fut évêque de Gangra au IVe siècle.
En 1915, la ville est l'un des lieux de déportation des intellectuels arméniens raflés lors du dimanche rouge à Constantinople, qui marque le début du génocide arménien. Parmi ces déportés dont la plupart sont assassinés dans les mois qui suivent la rafle d'avril, figurent le journaliste Diran Kélékian, le médecin et écrivain Roupen Sévag et l'écrivain Daniel Varoujan.